# Brú na Bóinne
Brú na Bóinne (la dimora del Boyne, in irlandese) costituisce uno dei più importanti siti archeologici di origine preistorica al mondo. Si trova nella valle del fiume Boyne in Irlanda, a circa 40 km da Dublino e a pochi chilometri dalle città di Slane (5 km) e Drogheda (8 km). L'area include un complesso archeologico con oltre 90 monumenti costruiti nel neolitico da un'antichissima civiltà contadina preceltica repentinamente scomparsa. Tra questi spiccano in particolare i grandi tumuli di Newgrange, Knowth e Dowth.
Originariamente costruito intorno al 3200 a.C., giacque dimenticato per millenni fino al XVII secolo. Fu oggetto di una prima estesa campagna di restauri tra il 1962 e il 1975 e tuttora proseguono gli scavi archeologici. È stato dichiarato patrimonio dell'umanità dall'UNESCO nel 1993.

## Storia
La costruzione delle tombe a corridoio che caratterizzano il sito fu iniziata nel III millennio A.C. in un'area nella quale si era già insediata e sviluppata una civiltà contadina. Sono stati rinvenuti resti di abitazioni, recinti e di sistemi agricoli che provano, infatti, la presenza di insediamenti umani nell'area del Boyne già durante il IV millennio a.C. Le costruzioni presenti nell'area testimoniano, inoltre, l'esistenza di una civiltà socialmente e culturalmente evoluta, originaria della Bretagna e della Penisola Iberica occidentale e influenzata dalla cultura del vaso campaniforme.
L'area fu temporaneamente abbandonata durante l'Età del Bronzo e poi nuovamente rioccupata nel I millennio A.C. In seguito, Knowth divenne un insediamento fortificato e al suo interno vi furono ricavati altri spazi di sepoltura secondari.
Durante la prima era cristiana, dall'VIII secolo d.C. in avanti, sorsero altre tre fortificazioni circolari e quello di Knowth si sviluppò in un grande insediamento, che comprendeva abitazioni a pianta rettangolare e sotterranei e nel quale si svolgevano attività sia agricole sia industriali.
Quando nel XII secolo fu invaso dai Normanni, l'insediamento si era ormai costituito come capitale del Regno di Knowth. Sotto il loro dominio, l'area divenne centro di innovazioni e fu assorbita nel sistema di fattorie e tenute agricole dei Cistercensi. Da allora è rimasta una zona prevalentemente rurale.
Le strutture del complesso archeologico cominciarono ad essere oggetto di studi durante l'Ottocento, ma solo dal 1962 si diede il via agli scavi archeologici nella zona, con l'obiettivo di rivalutarne il patrimonio storico e facilitarne l'accesso ai turisti. I primi scavi, effettuati intorno al grande tumulo di Newgrange sotto la direzione dell'archeologo Michael J. O'Kelly (1962-1975), permisero di approfondire gli studi sul contesto storico e la civiltà nei quali Newgrange venne costruito, nonché di iniziare un'operazione di recupero e restauro di quanto era venuto alla luce. La più importante scoperta di O'Kelly fu lo scioglimento del mistero che si nascondeva dietro la piccola apertura quadrata posta sopra l'ingresso principale. Fu proprio il suo gruppo di ricerca a scoprire, infatti, che il giorno del solstizio d'inverno i raggi del sole penetravano nel passaggio a illuminare il cammino verso la camera funeraria. Ulteriori scavi furono realizzati in seguito anche intorno a Knowth e Dowth.

## Complesso archeologico

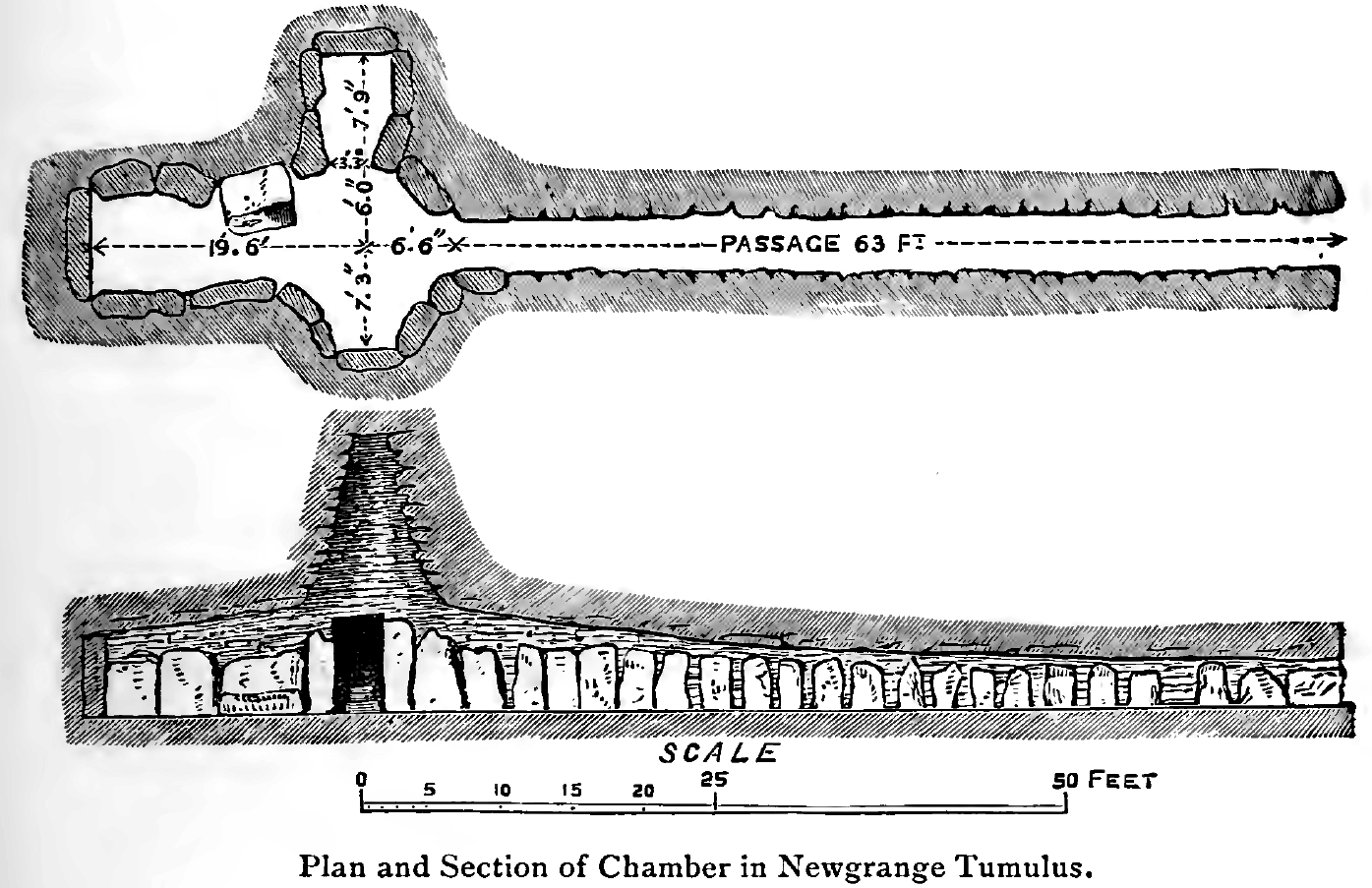
Pianta e sezione della tomba di Newgrange. William Frederick Wakeman, 1903.

Il complesso archeologico sorge su un'area di 7,8 km² che prende il suo nome dal fatto che risulta circondata su tre lati dal fiume Boyne. Le strutture principali sono tre grandi monumenti: Newgrange, Knowth e Dowth. Si tratta di ampie tombe a corridoio sovrastate da grandi colline artificiali costruite durante il III millennio a.C. circondate da altri numerosi passaggi e corridoi secondari.
Anche se vengono comunemente definite tombe a corridoio, lo scopo preciso di queste costruzioni non è ancora stato accertato, malgrado siano stati accuratamente scandagliati. Probabilmente non fu solo, o non principalmente, funerario, ma certamente connesso alle cerimonie religiose e forse a un culto solare. Rimangono, comunque, come enigmatica testimonianza di una civiltà complessa e progredita che popolò l'Irlanda prima dell'avvento dei Celti e ben prima degli invasori Vichinghi, sei secoli prima della costruzione delle piramidi egizie.

### Newgrange

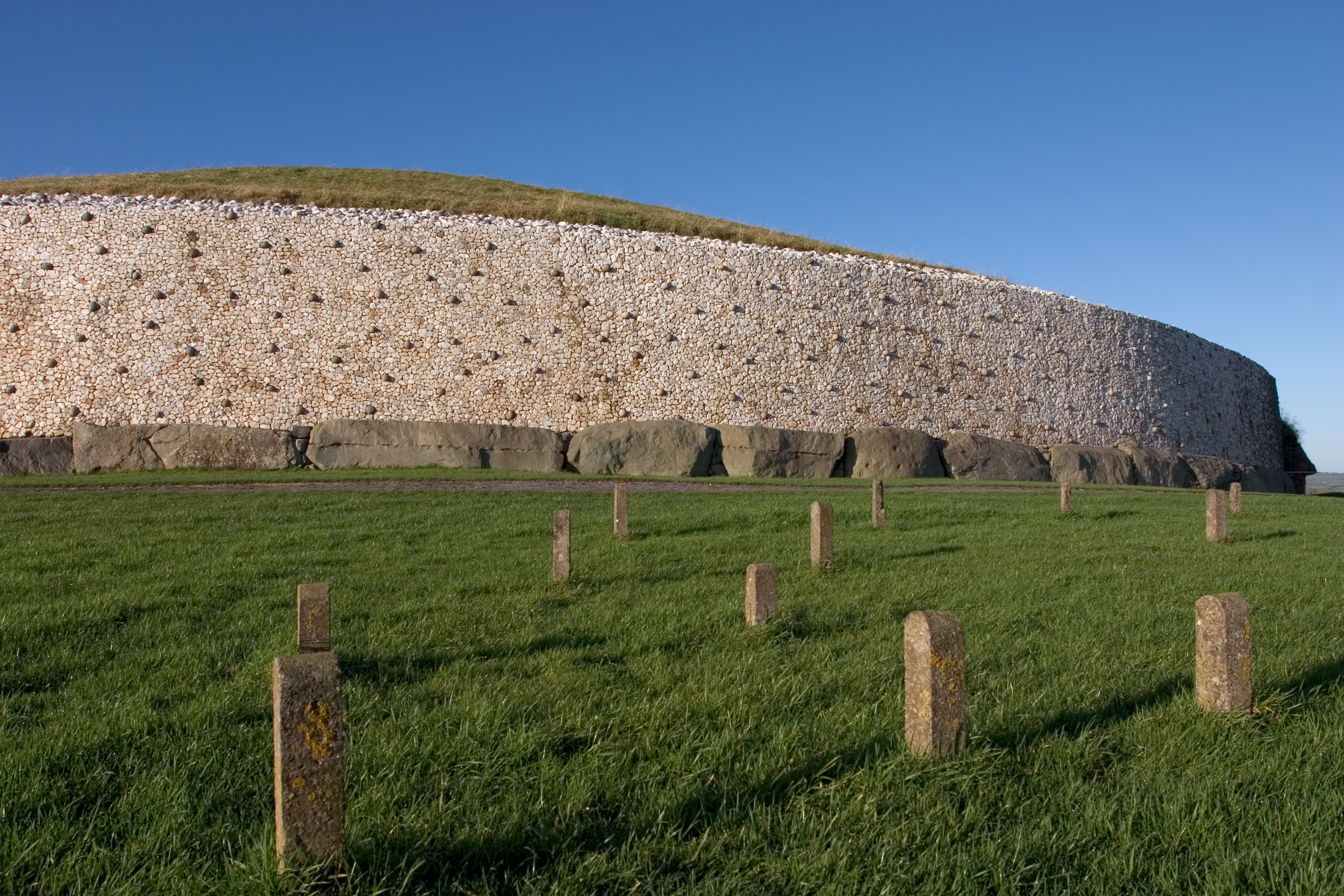
Newgrange

Il tumulo di Newgrange, la costruzione di cui si hanno maggiori informazioni, risale al 3200 a.C. circa.
Il nome anglosassone deriva dall'unione delle parole new ("nuovo") e grange ("fattoria"). Dopo la fondazione dell'abbazia di Mellifont nel 1142, le terre di quest'area vennero acquisite dal relativo ordine e utilizzate per l'agricoltura.
Il tumulo ha un diametro di circa 80 m; è cinto da un alto muro perimetrale costruito in pietre di quarzo bianche e scure e da un altro cerchio più largo, composto da 97 grosse pietre (kerbstone), la più interessante delle quali è quella posta di fronte all'entrata, decorata con motivi a losanga e a spirale. Questa pietra, definita "una delle pietre più famose nell'intero repertorio dell'arte megalitica", include un motivo a triplice spirale, rinvenuto soltanto a Newgrange e ripetuto all'interno della camera funeraria, che rievoca il motivo del triskelion dell'isola di Man e le spirali della cultura di Castelluccio in Sicilia ma soprattutto dei Templi megalitici di Malta, i cui primi esempi sono più antichi di Newgrange.

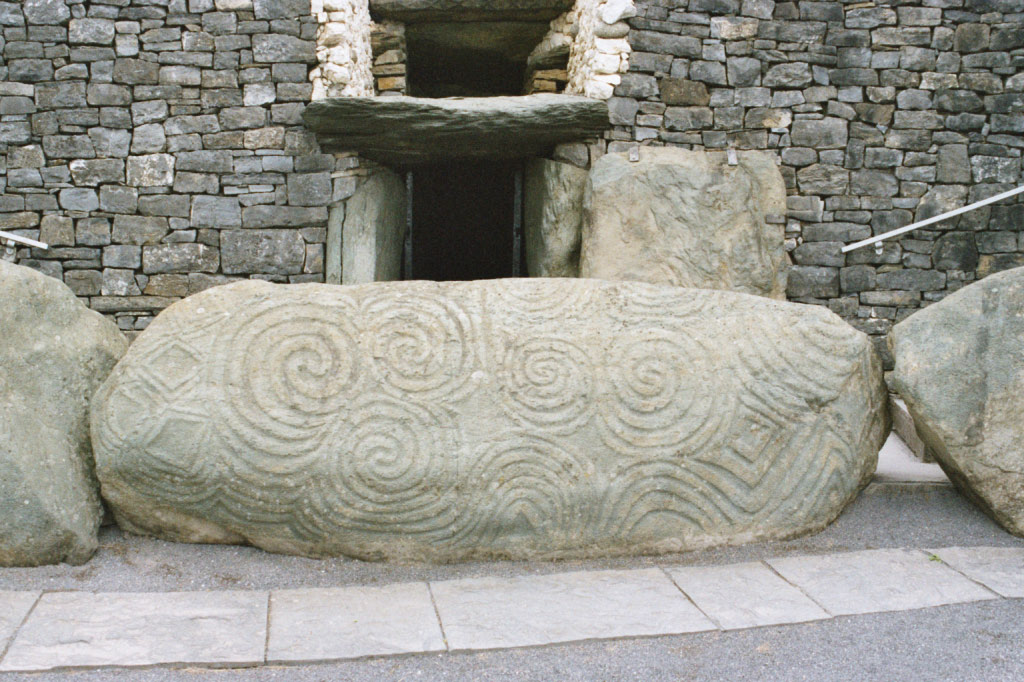
I motivi a losanga e spirale sulla pietra d'entrata

All'interno, un passaggio lungo 19 m conduce ad una camera centrale a pianta cruciforme con tre vani, caratterizzata da una volta a thòlos in lastroni di pietra alta 6 m e ancora oggi completamente impermeabile all'acqua. In ognuno dei tre vani è presente un vascone in pietra che conteneva i resti dei defunti che furono sepolti nel tumulo. Posta sopra all'entrata, un'apertura quadrata (roofbox) permette al sole di penetrare nel passaggio e di illuminarlo nel giorno del solstizio d'inverno, che coincideva allora con l'inizio del nuovo anno. I raggi di sole che penetrano nel passaggio verso la camera funeraria avrebbero simboleggiato il risveglio della natura e la rinascita, infondendo nuova vita nelle sementi, negli animali e negli esseri umani, oppure, secondo altre interpretazioni, avrebbero rappresentato la vittoria della vita sulla morte e la promessa di una nuova vita per i defunti.
Vicino al tumulo di Newgrange, altri resti di costruzioni posteriori visitabili sono il Pit Circle, un'area circolare delimitata da paletti di legno dentro la quale venivano cremati e sepolti gli animali, e lo Stone Circle, una costruzione costituita da megaliti disposti a cerchio, eretto presumibilmente dopo il 2000 A.C. con funzioni di studio astronomico.

### Knowth

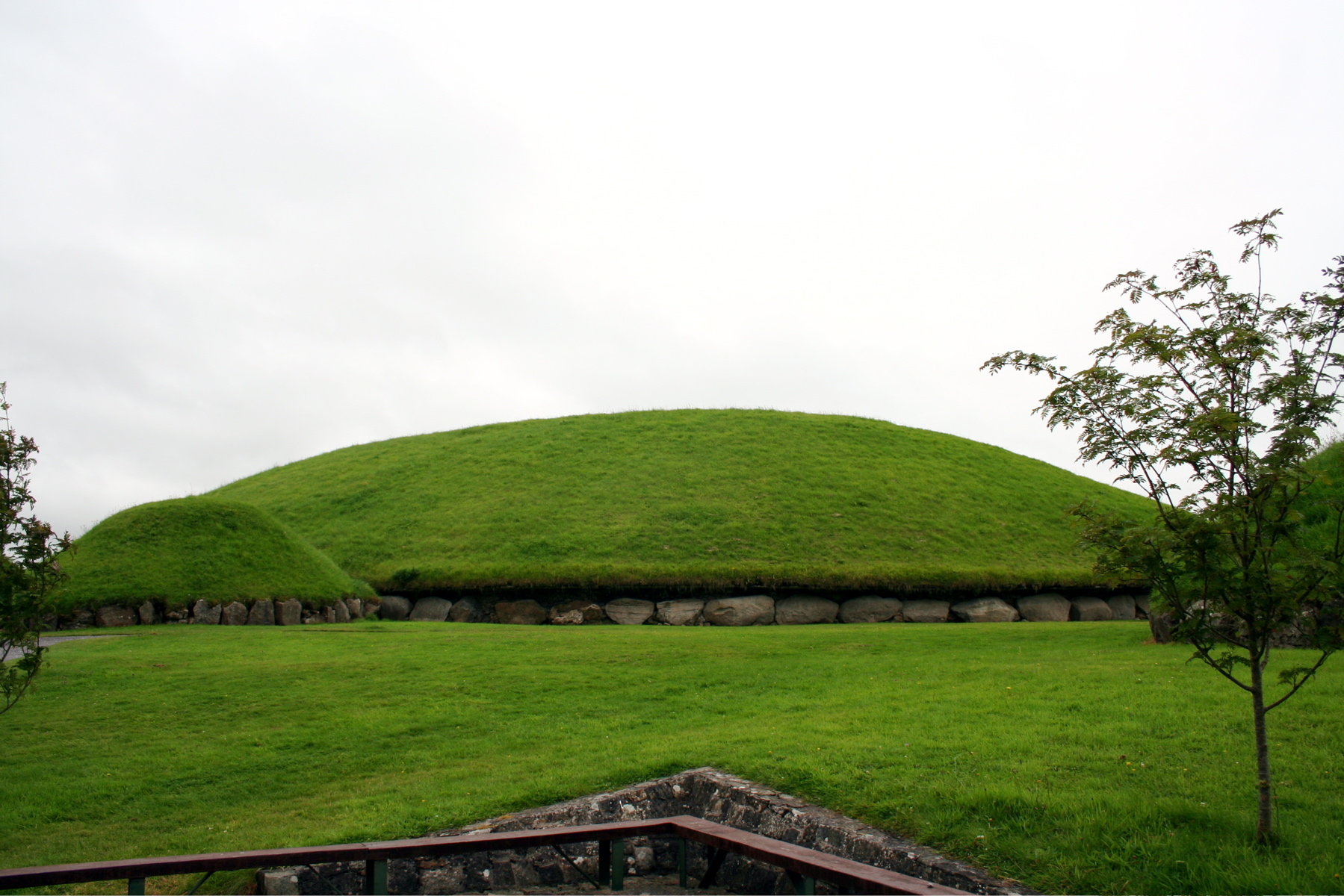
Tumulo di Knowth

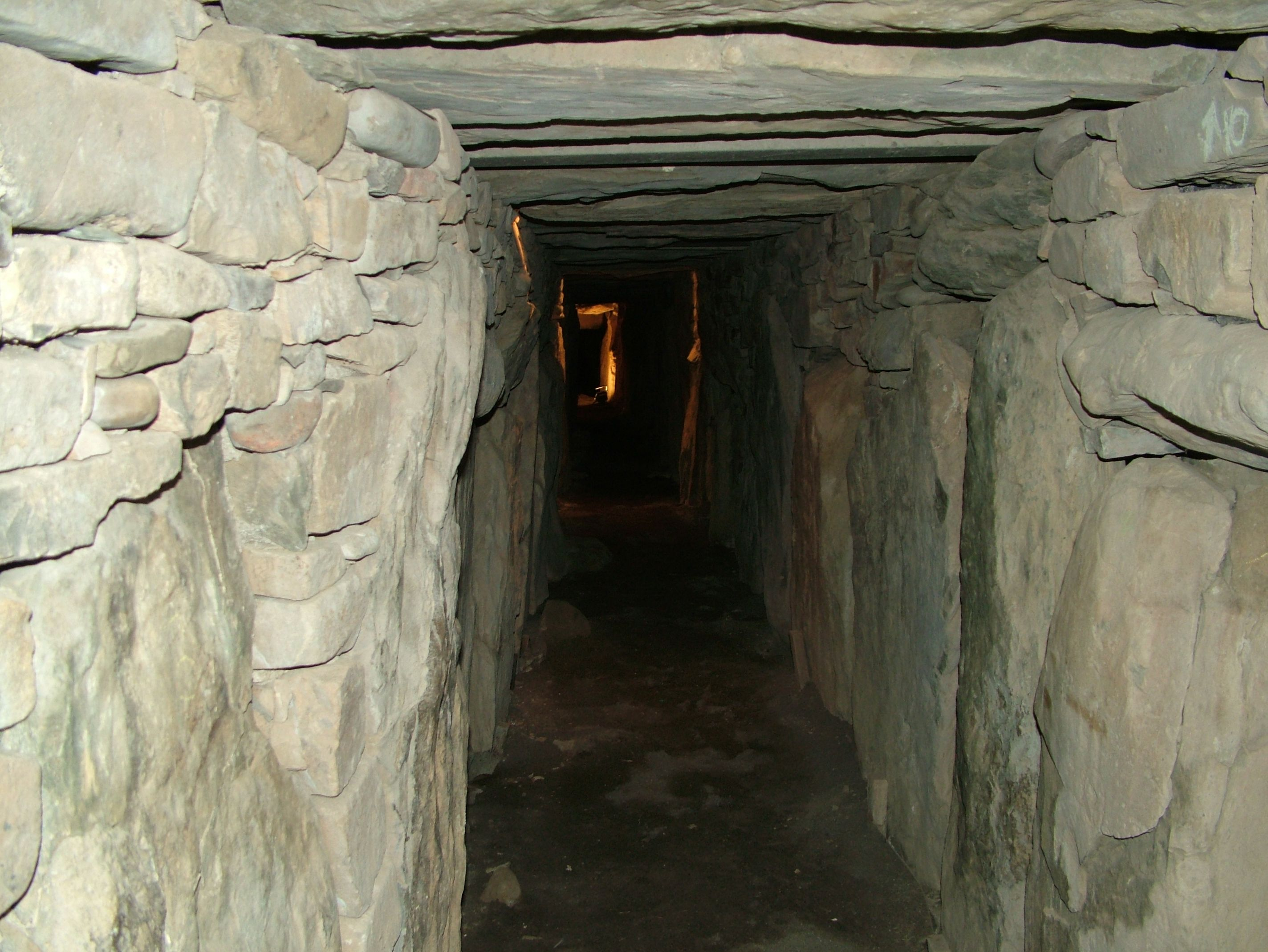
Il corridoio sotto il tumulo di Knowth

Il tumulo di Knowth è il più grande e ampio del sito. Con il suo diametro di 95 m, si estende su una superficie di circa 5 km² ed è circondato da altri 18 tumuli più piccoli, alcuni dei quali risultano collegati al tumulo principale. Questo presenta due passaggi, ognuno dei quali conduce a due camere funerarie separate. Attorno alle entrate sono disposte grosse pietre perimetrali di quarzo e granito, molte delle quali sono scolpite con articolati graffiti dalle forme geometriche e astratte.
La tomba situata all'estremità orientale del tumulo è costituita da un lungo corridoio di 40 m che conduce a una camera mortuaria con tre vani laterali, molto simile a quella di Newgrange. La tomba occidentale è invece caratterizzata da un lungo e stretto passaggio a L, che conduce a una camera mortuaria rettangolare alta 2 m e ricoperta da una lunga e grossa lastra di pietra. Anche questa conteneva in origine una vasca di pietra in cui venivano riposti i resti cremati dei defunti e che attualmente giace invece nel corridoio.
Di fronte alla tomba orientale, gli scavi hanno portato alla luce resti di un monumento in legno dalla forma circolare che fu costruito intorno al 2500 A.C. e hanno provato che l'intera struttura di Knowth fu utilizzata, nelle epoche a seguire, per la sepoltura dei defunti e che su di essa vi fu costruito persino un villaggio fortificato.

### Dowth

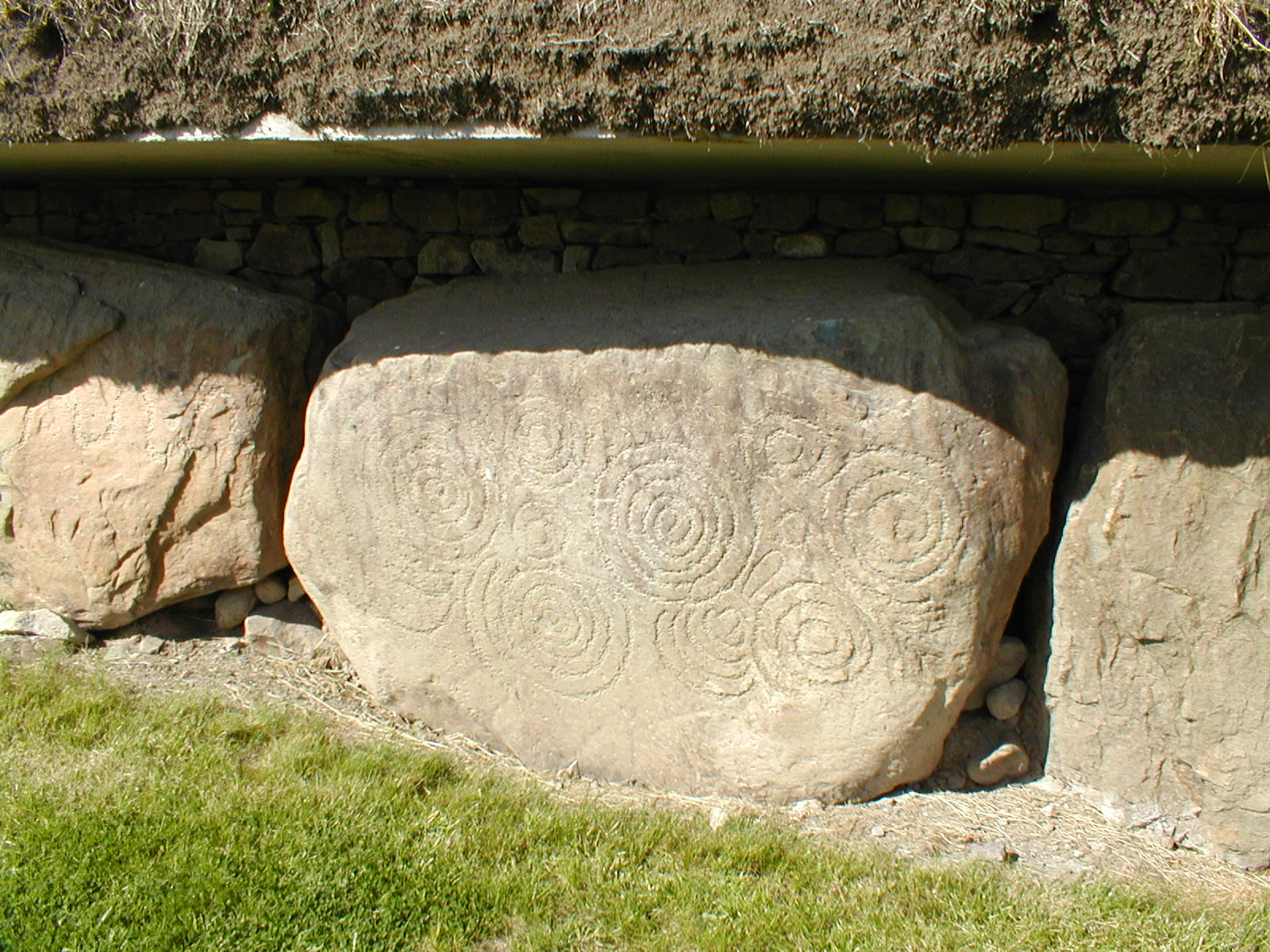
Incisioni nelle pietre del tumulo di Dowth

Dowth, costruito più di 5000 anni fa, è rimasto il tumulo meno conosciuto e meno esplorato del sito archeologico di Brú na Bóinne. Il tumulo ha un diametro di 85 m ed è circondato da un totale di 115 pietre perimetrali. Al suo interno vi sono due camere funerarie, riportate alla luce da alcuni scavi eseguiti nel 1847, i cui corridoi di entrata sono rivolti entrambi a Ovest, ma il tumulo è circondato da altre tombe più piccole. I due passaggi che conducono alle camere mortuarie sono entrambi relativamente brevi. Uno conduce verso meridione ad una stanza circolare, mentre l'altro porta a Nord, fino a una camera di forma cruciforme con tre vani con una bassa copertura a thòlos. Il passaggio che conduce a quest'ultima camera è collegato anche ad un sotterraneo, scavato all'interno della cerchia perimetrale, e si ritiene avesse come scopo quello di costituire un rifugio nei casi di pericolo. Il sotterraneo veniva, inoltre, utilizzato anche come deposito di merci e provviste importanti.
Secondo la raccolta di manoscritti medioevali conosciuta come Dindsenchas, l'origine del nome Dowth (Dubad) deriverebbe da un mito che racconta di un sovrano che volle riunire per un giorno tutti gli uomini d'Irlanda per far loro costruire una torre tanto alto da arrivare al Cielo. La sorella del re, però, fermò il sole nel cielo con la magia rendendo quel giorno interminabile. Col passare del tempo, gli uomini cominciarono quindi a sentirsi sempre più stanchi finché si accorsero di essere stati imbrogliati. L'incantesimo si spezzò nel momento in cui il re e sua sorella si addormentarono, così calò la notte e i lavori vennero abbandonati e fu da allora che quel luogo venne chiamato Dubad (oscurità).

## Visitare il sito
La visita ai tumuli di Newgrange e Knowth è permessa esclusivamente tramite tour guidati organizzati dal Brú na Bóinne Visitors Centre. Il centro visitatori ospita anche un museo con presentazioni audiovisive disponibili in diverse lingue.
Il complesso di edifici del centro visitatori costituisce un'interessante opera di architettura contemporanea. La sua struttura riprende in modo moderno le caratteristiche dei tumuli, grazie all'uso di forme curvilinee e alle coperture piane ricoperte d'erba, inserendosi in modo pressoché mimetico nel notevole paesaggio collinare.
Il sito di Dowth è invece direttamente accessibile dai visitatori.

### Lotteria del Solstizio
Presso il centro visitatori è possibile compilare un modulo per partecipare alla "lotteria del solstizio" valido per l'anno in corso. L'eventuale vittoria permette la visita al sito nel momento in cui il raggio di sole illumina la camera. A tutti i visitatori è tuttavia reso possibile osservare il fenomeno simulato grazie ad un sistema di illuminazione artificiale.

Newgrange